# ゲルマニクス
ゲルマニクス・ユリウス・カエサル（Germanicus Julius Caesar, 紀元前16年または紀元前15年5月24日 - 紀元後19年10月10日）は、ユリウス＝クラウディウス朝の家系に属する古代ローマ帝国の軍人。

## 生涯
父はネロ・クラウディウス・ドゥルースス、母はマルクス・アントニウスの娘の小アントニア（アウグストゥスの姪）の子として生まれる。
父方の祖母リウィア・ドルシッラが父を懐妊後、初代皇帝アウグストゥスと再婚していることからアウグストゥスの婚戚として生まれた。2代皇帝ティベリウスは叔父に当たる。弟は後の第4代皇帝クラウディウス。
父ドゥルーススは有能な軍人で、ゲルマニアやドナウ川流域にゲルマン人をよく防いだが、マルコマンニ族との戦いの際に落馬し、紀元前9年に29歳で死去した。彼の名「ゲルマニクス（ゲルマニアを征服せし者）」は父の偉業に対する称号であり、彼は父の称号を個人名（プレノーメン）として受け継いだ。
アウグストゥスは自分の血と繋がるゲルマニクスを自身の後継者と考えていたがまだ若いため、ティベリウスを養子に迎える際にゲルマニクスを養子とすることを求めた。アウグストゥスにとってティベリウスは、ゲルマニクスまでの「中継ぎ」と考えていたからである。ティベリウスの実子小ドルススとは周囲からはライバルとも思われたが、2人の仲は非常に親密だった。

### ゲルマニアでの戦い
アウグストゥスが14年に死去した後、ゲルマニクスは元老院の命によりゲルマニアへ赴いた。その直後、兵士から人気のなかったティベリウスが帝位を継いだという知らせを聞いてゲルマニアで反乱が勃発、ティベリウスへの忠誠を拒否し、ゲルマニクスを帝位に擁立しようと試みる。しかし彼はこれを拒否、あくまでもアウグストゥスの遺志を尊重して反乱を沈静化、自らは司令官の地位に留まった。この時の態度で彼は軍団の忠誠と人気を勝ち取り、勢いに乗ってゲルマニアに侵攻、ルール川上流のゲルマン部族マルシ族を殲滅した。
次に、トイトブルクの戦い（紀元9年）でローマに大敗を与えたアルミニウスを核とするゲルマン部族の連帯を切り崩す作戦を展開する。この作戦で15年にアルミニウスの妻を捕虜にするなど戦功も挙げた。しかしゲルマン人を敗走させて土地を荒し回ったとはいえ、森の奥深くに逃げ隠れるゲルマン人に対しては決定的な打撃は与えられなかった。
その後、トイトブルクの戦いの跡地を訪れ、放置されていたローマ兵の遺体を弔う。そしてアルミニウス率いるケルスキ族に大攻勢を仕掛ける。しかしローマの騎兵部隊はアルミニウスの罠に嵌り殲滅され、ローマ兵士の半分は戦闘で、もう半分が嵐で大打撃を受け、それ以上の作戦展開が無理となり撤退した。
ティベリウスの考えでは兵を進めるのには懐疑的だったが、翌16年にゲルマニクスは大軍を率いて再度ゲルマニアに侵攻する。犠牲を出しながらヴェーザー川を渡航、その先でアルミニウスの軍と激突する。両軍ともに消耗が激しく、アルミニウスは手傷を負いながらもかろうじて軍を撤退させる事に成功、ゲルマニクスは敵の本拠地まで兵を進める事はできなかった。さらにハノーファー近郊で再び相まみえ、互いに損傷を出しながらも決着はつかなかった。そして撤退の際に今度は北海で軍の多数が遭難、友軍が手酷い被害を受ける。しかしながらゲルマン人に奪われた3つの軍旗のうち2つを取りかえすという快挙を成し遂げた。

### アジアへ、そして死
ローマに戻って凱旋式を挙行したゲルマニクスは、今度は中東に派遣される。これはエルベ川進出に見切りを付けてライン川まで退くという非難されかねない撤退を、目立たないうちに成し遂げるというティベリウスの巧妙な策であった。勝利に湧く当時こそが、その絶好の時であった。
そして小アジアのカッパドキア、コマゲナをローマの属州に編入した。しかし直後の19年にアンティオキアにおいて急な高熱により死亡した。
ゲルマニクスは非常に謎めいた死に方をしており、この30歳を超えたばかりの早すぎる死が、皇帝ティベリウスやシリア総督ピソによる毒殺の噂を呼んだ。事実ティベリウスの命でシリア総督となったピソはゲルマニクスが死ぬ直前に口論を行っており、また妻の大アグリッピナの激しい追求もあり、ピソは裁判の被告となったのち、家名を守って自害することとなる。現在ではその死因はマラリアであったとされている。

## 人物評
ティベリウスがアウグストゥスの養子となる際に同時にティベリウスの養子となり、将来の皇帝と目されていた。西暦12年には執政官に就任した。急死した父ドゥルーススの人気から、また有能な指揮官でもあったので軍隊の支持も厚く軍人として早くから有望視された。また妻アグリッピーナと子供を常に同伴していたが彼の家族は軍団からも愛され、「ティベリウスの帝位継承時に起こった軍団の一時的宣誓拒否の際、彼らの暴走を危惧したゲルマニクスは妻子をガリア属州内に移送しようとしたが、その姿を見た軍団兵たちが泣きながら許しを請うた。」という逸話も存在する。そしてローマ市民からも戦功と誠実な人柄から絶大な人気があった。
ゲルマニクスはアウグストゥスの孫の大アグリッピナを妻とし、9人の子をもうけたが、そのうち成人を迎えたのは、
- ネロ・カエサル (6年 - 31年)
- ドルスス・カエサル (7年頃 - 33年)
- ガイウス・カエサル（のちのカリグラ） (12年8月31日 - 41年1月24日)
- 小アグリッピナ (15年11月6日 - 59年) - ネロの母。
- ユリア・ドルシッラ (16年9月16日 - 38年6月10日)
- ユリア・リウィッラ (18年頃 - 41年頃)

の6人である。成人はしたものの、全員が非業の死を迎えている。